# 龙城街道 (龙门县)
龙城街道，是中华人民共和国广东省惠州市龙门县下辖的一个乡镇级行政单位。

## 行政区划
龙城街道下辖以下地区：
东郊场社区、北门社区、太平门社区、城内社区、城南社区、甘香村、水西村、水贝村、黄竹坑村、林村、城郊村、江厦村、三洞村、樟潭村、花围村、横田村、青溪村、戴屋村、王坪村、城西村、黄竹沥村、鸬鹚村、黄溪村、陈村和龙门县柑桔场生活区。